# Terrible Teddy, the Grizzly King
Terrible Teddy, the Grizzly King ist ein US-amerikanischer Stummfilm aus dem Jahr 1901, der unter der Regie von Edwin S. Porter entstand. Der Film wurde am 23. Februar 1901 von der Edison Manufacturing Company veröffentlicht.

## Handlung
Terrible Teddy geht zusammen mit zwei Männern von der Presse auf die Jagd. Dort erlegt er nach einiger Zeit ein kleines Tier und wird von der Presse als Grizzly King gefeiert.

## Hintergrundinformationen
Der Film spielt auf die Sensationslust der Presse an und macht sich über sie lustig, in dem ein kleines Ereignis zu einem großen Spektabel hochgelobt wird.
Über die Darsteller des Films ist nichts bekannt.